# Simon Greul
Simon Greul, né le 13 avril 1981 à Stuttgart, est un joueur de tennis professionnel allemand.

## Palmarès

### Finale en double
| No | Date       | Nom et lieu du tournoi   | Catégorie | Dotation  | Surface      | Vainqueurs                        | Partenaire   | Score     |          |
| -- | ---------- | ------------------------ | --------- | --------- | ------------ | --------------------------------- | ------------ | --------- | -------- |
| 2  | 15-02-2010 | Copa Telmex Buenos Aires | ATP 250   | 475 300 $ | Terre (ext.) | Sebastián Prieto Horacio Zeballos | Peter Luczak | 7-64, 6-3 | Parcours |

## Parcours dans les tournois duGrand Chelem

### En simple
| Année | Open d'Australie | Open d'Australie | Internationaux de France | Internationaux de France | Wimbledon       | Wimbledon   | US Open         | US Open    |
| ----- | ---------------- | ---------------- | ------------------------ | ------------------------ | --------------- | ----------- | --------------- | ---------- |
| 2006  | —                | —                | —                        | —                        | 1er tour (1/64) | T. Robredo  | 1er tour (1/64) | M. Fish    |
| 2007  | 1er tour (1/64)  | Lu Y-h.          | —                        | —                        | —               | —           | —               | —          |
| 2008  | —                | —                | 1er tour (1/64)          | E. Gulbis                | —               | —           | —               | —          |
| 2009  | —                | —                | 1er tour (1/64)          | V. Crivoi                | 2e tour (1/32)  | N. Djokovic | 2e tour (1/32)  | R. Federer |
| 2010  | 1er tour (1/64)  | T. Haas          | 1er tour (1/64)          | X. Malisse               | 1er tour (1/64) | F. Serra    | 1er tour (1/64) | R. Gasquet |
| 2011  | 1er tour (1/64)  | J. Mónaco        | —                        | —                        | —               | —           | —               | —          |

N.B. : à droite du résultat se trouve le nom de l'ultime adversaire.

### En double
| Année | Open d'Australie          | Open d'Australie   | Internationaux de France | Internationaux de France | Wimbledon                 | Wimbledon         | US Open                   | US Open               |
| ----- | ------------------------- | ------------------ | ------------------------ | ------------------------ | ------------------------- | ----------------- | ------------------------- | --------------------- |
| 2007  | 1er tour (1/32) F. Mayer  | W. Moodie T. Perry | —                        | —                        | —                         | —                 | —                         | —                     |
| 2008  | —                         | —                  | —                        | —                        | —                         | —                 | —                         | —                     |
| 2009  | —                         | —                  | 1er tour (1/32) A. Motti | F. Čermák M. Mertiňák    | —                         | —                 | 1er tour (1/32) A. Beck   | D. Nestor N. Zimonjić |
| 2010  | 1er tour (1/32) M. Berrer | B. Bryan M. Bryan  | 2e tour (1/16) P. Luczak | D. Nestor N. Zimonjić    | 1er tour (1/32) P. Luczak | M. Melo B. Soares | 1er tour (1/32) D. Brands | P. Marx I. Zelenay    |

N.B. : le nom du ou de la partenaire se trouve sous le résultat ; le nom des ultimes adversaires se trouve à droite.

## Parcours dans lesMasters 1000
| Année | Indian Wells        | Miami                    | Monte-Carlo         | Rome                | Hambourg puis Madrid | Canada | Cincinnati | Madrid puis Shanghai | Paris |
| ----- | ------------------- | ------------------------ | ------------------- | ------------------- | -------------------- | ------ | ---------- | -------------------- | ----- |
| 2006  | —                   | 1/8 de finale A. Roddick | —                   | —                   | 1er tour J. Acasuso  | —      | —          | —                    | —     |
| 2007  | 1er tour E. Korolev | 2e tour N. Davydenko     | —                   | —                   | —                    | —      | —          | —                    | —     |
| 2008  | —                   | —                        | —                   | —                   | —                    | —      | —          | —                    | —     |
| 2009  | —                   | —                        | —                   | —                   | —                    | —      | —          | —                    | —     |
| 2010  | 3e tour J. Melzer   | 1er tour Be. Becker      | 1er tour N. Almagro | 1er tour S. Bolelli | 1er tour J. Mónaco   | —      | —          | —                    | —     |

N.B. : sous le résultat se trouve le nom de l’ultime adversaire.